# Christian Lopez
Christian Lopez (Aïn Témouchent, Francia Algéria, 1953. március 15. –) válogatott francia labdarúgó, hátvéd, edző.

## Pályafutása

### Klubcsapatban
Az AS Rocheville csapatában kezdte a labdarúgást. 1969-ben igazolta le a Saint-Étienne korosztályos együttese, ahol 1971-ben mutatkozott be az első csapatban. 1971 és 1982 között 11 idényen át szerepelt a Saint-Étienne színeiben. Négy bajnoki címet, három francia kupa győzelmet szerzett a csapattal. Tagja volt az 1975–76-os BEK-döntős együttesnek. 1982 és 1985 között a Toulouse, 1985–86-ban a Montpellier játékosa volt. 1986–87-ben az alsóbb osztályú Montélimar csapatában szerepelt és itt fejezte be az aktív labdarúgást.

### A válogatottban
1975 és 1982 között 39 alkalommal szerepelt a francia válogatottban és egy gólt szerzett. Először 1978-ban Argentínában szerepelt világbajnokságon. Négy évvel később a spanyolországi világbajnokságon a negyedik helyezett csapat tagja volt.

### Edzőként
1986–87-ben játékos-edzőként tevékenykedett az UMS Montélimar csapatánál, majd a következő idényben már csak edző volt. 1988 és 1994 között a JS Cugnaux, 1997–98-ban az EF Bastia, 2002-ben az AS Cannes vezetőedzője volt. 2007 és 2011 között nevelőegyesülete, az ES Cannet-Rocheville szakmai munkáját irányította.

## Sikerei, díjai
Franciaország
- Világbajnokság
  - 4.: 1982, Spanyolország

 Saint-Étienne
- Francia bajnokság (Ligue 1)
  - bajnok: 1973–74, 1974–75, 1975–76, 1980–81
- Francia kupa (Coupe de France)
  - győztes: 1974, 1975, 1977
  - döntős: 1981, 1982
- Bajnokcsapatok Európa-kupája (BEK)
  - döntős: 1975–76